# Iosif Frollo
Iosif Frollo (n. 30 decembrie 1886, București, România – d. 8 iunie 1966) a fost un profesor de franceză, latină, greacă și de filozofie, de origine italiană, din București. A predat la Liceul arhiepiscopal „Sf. Iosif” și la Seminarul arhiepiscopal „Sf. Duh” din București, precum și la Liceul „Spiru Haret”. Printre elevii săi s-au numărat Mircea Eliade, Barbu Brezianu, Nicolae Steinhardt și Arșavir Acterian.
A fost de asemenea unul dintre publiciștii catolici proeminenți din România și a avut și activitate de traducător. 
Din punct de vedere politic, a fost unul dintre simpatizanții extremei drepte interbelice. Disputa sa cu filozoful Nae Ionescu, din perioada interbelică, pe tema relației dintre catolicism și românism a ajuns celebră în epocă, servind ca exemplu perfect al identificării dintre națiune și partida creștină dominantă.

## Viața personală
S-a născut în România în anul 1886 la 30 decembrie, în București. De origine italiană, l-a avut drept tată pe profesorul universitar Giovanni (Gian) Luigi Frollo de limbi neolatine de la Universitatea din București și a avut drept frate pe profesorul Hildebrand Frollo.
A fost licențiat al Facultății de Litere a Universității din București, unde a studiat filologia romanică, printre profesorii săi aflându-se Ovid Densusianu.
S-a căsătorit cu poeta, traducătoarea, publicista culturală și profesoara de limbile franceză și română Maria Buzoianu (Mia Frollo), în 1908. Au avut împreună doi copii, o fată – Margareta (geolog) și un băiat – Anton Valentin (avocat).
A decedat la 8 iunie 1966.

## Cariera
A fost una dintre figurile ilustre ale intelectualității catolice bucureștene.

### Profesorul
A predat ca profesor la Liceul arhiepiscopal „Sf. Iosif” și la Seminarul arhiepiscopal „Sf. Duh” din București, precum și până la pensionare, la Liceul „Spiru Haret”, latina, greaca, franceza și filosofia.
S-a implicat de asemenea în scrierea de manuale de limbă franceză
Printre elevii săi s-au aflat Mircea Eliade la limbă franceză și latină, precum și Barbu Brezianu și Nicolae Steinhardt la franceză, sau Arșavir Acterian. În anul 1921 a fost numit să predea Principesei Ileana gramatică italiană și franceză, la indicația Sfântului Scaun, Vaticanul urmărind în realitate în secret, prin aceasta, să-i transmită principesei o educație religioasă catolică. În intervalul 1947-1950 a fost profesor de limba română al episcopului Gerald Patrick O'Hara (regent al Nunțiaturii Apostolice din România), precum și translator al acestuia.
Barbu Brezianu l-a caracterizat ca fiind un catolic fervent, un om de o distincție și o pondere ieșită din comun, iar din punct de vedere profesional ca fiind un profesor excepțional de limbă franceză, iar Mircea Eliade a scris că Frollo avea o mare slăbiciune pentru gramatică. Imaginea sa printre elevi a fost descrisă de Nicolae Steinhardt, care a scris că datorită zâmbetului său perpetuu și gestului de a-și freca mâinile, era bănuit de elevi că ar fi un preot iezuit aflat în civil. Conform juristului Hugo Friedman, a fost un latinist remarcabil.

### Traducătorul
Printre traducerile sale se numără și cartea Introduction à la vie dévote⁠(en)[traduceți], scrisă de Francisc de Sales.

### Publicistul
S-a remarcat ca fiind una dintre figurile proeminente ale jurnalismului catolic din România. Îi sunt atribuite mai multe studii și cărți, unele fiind rămase în manuscris. Cea mai cunoscută lucrare a sa este „Românism și catolicism”, publicată în anul 1931, o broșură în care acesta și-a strâns expunerile sale.
Spre deosebire de alți intelectuali de extremă dreaptă și simpatizanți ai Mișcării Legionare, Frollo credea că a fi un român adevărat nu are nimic de-a face cu ortodoxismul, motiv pentru care s-a și angajat în 1930 într-o controversă în această privință cu filozoful Nae Ionescu, susținător al necesității revenirii la ortodoxism, recunoscut de acesta ca fiind inerent modului de viață și spiritualității românești. Pe tema compatibilității dintre românism și catolicism, discuția încinsă dintre Nae Ionescu și Iosif Frollo s-a purtat atât în coloanele ziarului Cuvântul cât și în cartea lui Ionescu „A fi bun român”. Conform lui Dumitru Stăniloae, discuția a stârnit un pasionat interes, ajungând celebră în epocă. Disputa acestora a devenit un exemplu perfect al identificării dintre națiune și partida creștină dominantă.
Scrierile lui Frollo despre apartenența etnică și religioasă a catolicilor la națiunea română au oferit un model pentru scrierile ulterioare despre istoria și naționalitatea ceangăilor. Dezbaterile sale pe aceste subiecte, precum și activitățile sale politice din perioada interbelică au fost însă, ca și în cazul omologilor săi ortodocși, un rezultat al intensificării naționalismului. A fost, de asemenea, un susținător al ideii că ceangăii sunt de origine română (utilizând, cu referire la aceștia, sintagma de româno-catolici).
Conform paginii liceului respectiv referitoare la istoricul Colegiului Național „Spiru Haret”, memoriile lui Frollo constituie un veritabil izvor istoric al imaginarului spiritist.

## Activitatea politică

### Relația cu mișcarea de extremă dreaptă
A fost simpatizant al Mișcării Legionare, al lui Corneliu Zelea Codreanu, Alexandru C. Cuza și prieten cu Ion Zelea Codreanu, tatăl liderului organizației. A aderat la grupările de extremă dreaptă „Cultul patriei” și „Cruciada Românismului”. În decursul anilor 1930, Frollo și un număr mic de catolici au aderat la Legiunea Arhanghelului Mihail, cea mai mare și mai prolifică mișcare fascistă a României, iar Corneliu Zelea Codreanu l-a convins în cadrul unei întruniri, să candideze ca senator pentru județele Bacău și Roman (unde trăiau majoritatea ceangăilor) din partea partidului politic Totul pentru Țară, în anul 1937. Intenția Legiunii era de a câștiga voturile din regiunile predominant catolice. Cu toate acestea, voturile favorabile din cele două județe s-au dovedit a fi insuficiente. După acest eveniment, Codreanu a comandat ca centrele legionare din județele Bacău și Roman să nu mai accepte romano-catolici în cadrul mișcării.
În 1938, Frollo a depus mărturie în apărarea lui Codreanu în timpul procesului acestuia și a descris Legiunea ca pe o mișcare de „înaltă moralitate” și „extremă onoare”, iar caracterul lui Codreanu l-a etichetat ca fiind unul patriotic, incapabil de rebeliune sau trădare.
Ulterior, Frollo a fost numit inspector general în Ministerul Educației în guvernul Statului Național Legionar. Fiul și avocatul său, Vladimir Anton Frollo a fost un membru cunoscut și de rang înalt al Legiunii, pe care Ion Antonescu l-a închis pentru activitățile sale desfășurate în cadrul Mișcării Legionare.

### Parcursul postbelic
În anul 1945, pentru a preveni urmările nefaste ale faptului că Partidul Comunist orchestrase o mișcare pentru unitatea de acțiune dintre catolici și ortodocși, cu scop de diversiune îndreptată împotriva Patriarhului Nicodim, profesorul Frollo l-a sfătuit pe monsieniorul Vladimir Ghika să țină un ciclu de conferințe prin care să pledeze pentru unitatea bisericilor.
Autorul Dănuț Doboș l-a caracterizat în publicația Lumina Creștinului a Episcopiei Romano-Catolice de Iași ca fiind un exponent al rezistenței anticomuniste prin credință. În ianuarie 1951, a fost arestat de Securitatea din România și a fost condamnat la 2 ani de reeducare. Urmărit ulterior printr-un dosar informativ după eliberare, a fost rearestat în anul 1959 și deferit Tribunalului Militar București, primind o nouă condamnare la patru ani de carceră pentru activitate contrarevoluționară. A fost grațiat ulterior în 1964, alături de ceilalți deținuți politici.